# Ритм-группа
Ритм-группа (реже ритм-секция) (англ. Rhythm section) — секция в составе оркестров и ансамблей, а также рок-групп, функция которой заключается в исполнении базовой ритмической фактуры музыкального произведения. Обычно состоит из набора барабанов, бонго, томов, тарелок, перкуссии и баса (бас-гитары (реже — двух), контрабаса или этнического басового инструмента). Часто функции ритма исполняют ритм-гитара, клавишные и синтезаторы или любые инструменты вплоть до человеческого голоса, но они прямо не относятся к ритм-группе.
Обычно противопоставляется солирующим инструментам, однако это деление условно. Инструменты, традиционно используемые в ритм-секции, с таким же успехом могут исполнять солирующие партии.
Иногда расширенные и модифицированные ритм-группы формируются как отдельные ансамбли или оркестры (Оркестр ударных инструментов под управлением Пекарского, фольклорные африканские и малайзийские группы).
Ритм-группы обычно очень подолгу работают вместе, оттачивая дуэтную синхронность и динамику до уровня интуиции. Такие сыгранные ритм-группы ценятся в профессиональной среде намного выше, чем отдельно басист и барабанщик. И даже если они переходят в другой коллектив, то стараются это делать вместе.
А наша «ритм-секция» — контрабасист Андрей Егоров и барабанщик Валерий Буланов довольно часто собирались ещё и днём, и играли часами вдвоём в подвале, в подсобках кафе, добиваясь полнейшего ритмического взаимопонимания, дающего идеальное совпадение во времени всех извлекаемых звуков. В результате им удалось получить тот труднообъяснимый эффект, который называют словом «драйв», и который встречается отнюдь не так часто, как хотелось бы. По отдельности басист и барабанщик могут иметь прекрасную технику и чувство ритма, но это не значит, что сойдясь вместе, они заиграют с драйвом. Если это сложившиеся мастера со своим подходом к музыке, то скорее всего у них поначалу ничего не получится в смысле совместного ритма. Я думаю, что ритм-секция Егоров-Буланов была уникальной в отечественном джазе советских времён и достигла уже тогда европейского уровня.Алексей Козлов, отрывок из книги «Козёл на саксе»

## Известные ритм-группы
- Александр Симоновский — Игорь Кантюков (ансамбль «Мелодия»)
- Виктор Епанешников — Виктор Двоскин (группа «Аллегро» п/у Николая Левиновского)[1]
- Владимир Васильков — Юрий Мартынов (оркестр Анатолия Кролла)
- Юрий Китаев — Сергей Рыжов (ВИА «Красные маки», группа «Динамик», «Весёлые ребята», «Аракс»)
- Михаил Трофименко — Всеволод Королюк (группа «Круиз», «Ковчег», «Умка и Броневик»)
- Tony Williams — Ron Carter (группа Herbie Hancock)
- Lenny White — Stanley Clarke (группа Return to Forever)
- Джон Бонэм - Джон Пол Джонс (группа Led Zeppelin)
- Роджер Тейлор — Джон Дикон (группа Queen)
- Кози Пауэлл — Нил Мюррей (группа Whitesnake, Black Sabbath, Brian May)
- Чад Смит — Фли (группа Red Hot Chili Peppers)
- Слай Данбар — Робби Шекспир (группа Sly and Robbie)
- Карлтон Баррет — Астон Баррет (группа Bob Marley and the Wailers)
- Алексей Мещеряков — Дмитрий Кунин (группа Сплин)[2]
- Чарли Уотс — Билли Уаймен (The Rolling Stones)
- Кит Мун — Джон Энтвисл (группа The Who)